# Élections sénatoriales de 2020 en Indiana
Les élections sénatoriales de 2020 en Indiana ont lieu le 3 novembre 2020 afin d'élire 25 des 50 membres du Sénat de l'État américain de l'Indiana.

## Système électoral
Le Sénat de l'Indiana est la chambre haute de son parlement bicaméral. Il est composé de 50 sièges pourvus pour quatre ans mais renouvelé par moitié tous les deux ans au scrutin uninominal majoritaire à un tour dans autant de circonscriptions que de sièges à pourvoir.

## Résultats
| Partis                   | Partis                | Voix | %   | Sièges      | Sièges | Sièges | Sièges      | Sièges        |  |
| Partis                   | Partis                | Voix | %   | Total avant | En jeu | Élus   | Total après | +/-           |  |
| ------------------------ | --------------------- | ---- | --- | ----------- | ------ | ------ | ----------- | ------------- |  |
|                          | Parti républicain (R) |      |     | 40          | 18     | 17     | 39          | 1             |  |
|                          | Parti démocrate (D)   |      |     | 10          | 7      | 8      | 11          | 1             |  |
|                          | Autres partis         |      |     | 0           | 0      | 0      | 0           | en stagnation |  |
|                          | Indépendants          |      |     | 0           | 0      | 0      | 0           | en stagnation |  |
|                          |                       |      |     |             |        |        |             |               |  |
| Votes valides            |                       |      |     |             |        |        |             |               |  |
| Votes blancs et nuls     |                       |      |     |             |        |        |             |               |  |
| Total                    | Total                 |      | 100 | 50          | 25     | 25     | 50          | en stagnation |  |
| Abstentions              |                       |      |     |             |        |        |             |               |  |
| Inscrits / participation |                       |      |     |             |        |        |             |               |  |